# Theodor Pichler
Theodor Pichler (* 24. Juni 1835 in Oberwälden; † 21. August 1887 in Urach) war ein württembergischer Verwaltungsbeamter.

## Leben und Werk
Der Sohn eines Pfarrers besuchte das Lyzeum und das Oberlyzeum in Tübingen. Nach Ablegen der Maturitätsprüfung studierte er von 1853 bis 1860 Staatswissenschaften in Tübingen. Er war Mitglied der Landsmannschaft Ghibellinia Tübingen. Seine berufliche Laufbahn begann als Volontär beim Oberamt Cannstatt. Von 1861 bis 1863 arbeitete er als Aktuariatsverweser beim Oberamt Ulm und von 1863 bis 1866 als Assistent bei der Stadtdirektion Stuttgart. 1866 wurde er Polizeikommissär und 1872 Amtmann in Stuttgart und 1873 in Cannstatt. Von 1875 bis 1882 war er Oberamtmann beim Oberamt Laupheim und von 1882 bis 1887 beim Oberamt Urach, wo er im Dienst starb.